# Radical 80
Le radical 80, qui signifie la mère, est un des 35 des 214 radicaux chinois répertoriés dans le dictionnaire de Kangxi composés de quatre traits.
Le caractère Unicode de 毋 est 6BCB.

## Caractères avec le radical 80
| nombre de traits          | caractères |
| ------------------------- | ---------- |
| Sans trait supplémentaire | 毋 毌      |
| 1 traits supplémentaires  | 母         |
| 2 traits supplémentaires  | 毎         |
| 3 traits supplémentaires  | 每 毐      |
| 4 traits supplémentaires  | 毑 毒      |
| 9 traits supplémentaires  | 毓         |